# Trelawney
Ne doit pas être confondu avec Edward John Trelawnay (bande dessinée).
Trelawney est une série de bande dessinée créée par Alfonso Font et Richard Marazano en 2004 à l'occasion de la renaissance du journal Pif Gadget. La série est sous-titrée Les Mémoires d'un gentilhomme corsaire.
Pour le héros de la série, qui en porte le nom, Trelawney, les auteurs se sont inspirés de la vie d'Edward John Trelawny, fameux aventurier corsaire du début du XIXe siècle.

## Résumé des épisodes de la série

### 1. Le sabre et le corbeau
L'échec de la prise d'un navire britannique permet au fameux corsaire de se souvenir de la tyrannie exercée par son père au cours de son enfance.

### 2. Citadelle
En libérant des esclaves des mains de terribles pirates Marrates de Madagascar, Trelawney rencontre Zela, sa future compagne.

### 3. Dragons de paille
Fuyant les troupes britanniques, Trelawney et ses compagnons sont forcés de traverser l'île de Komodo. Au cours de leur fuite, Trelawney est mordu par l'un des terribles dragons qui peuplent l'île.

### 4. L'affront
Un malentendu au cours d'un marchandage attire sur Trelawney les foudres d'un boutiquier Parsi prêt à braver tous les dangers pour assouvir sa vengeance.

### 5. Vampires
L'équipage entreprend de donner une leçon au médecin du bord qui martyrise des chauves-souris.

### 6. Conférence avec l'homme chien
Trelawney et ses compagnons font la rencontre d'un mystérieux et impitoyable pirate chinois qui se fait appeler l'homme chien. La cruauté apparente du pirate cache un lourd secret.

### 7. La tribu Oubliée
Trelawney découvre que les Britanniques sont prêts à tous les massacres pour s'approprier les noix de muscade des îles d'Indonésie.

### 8. Le trésors d'Aurangzeb
Sur une île menacée par une éruption volcanique, un vieil érudit a conservé le trésors d'Aurangzeb. Avec lui, Trelawney essaye  de sauver ce qui peut l'être...

## Publications

### Périodiques
- Trelawney : Le sabre et le corbeau, avec Richard Marazano (scénariste), dans Pif Gadget n°1, 2004
- Trelawney : Citadelle dans Pif Gadget n°2, 2004
- Trelawney : Dragons de paille dans Pif Gadget n°6, 2004
- Trelawney : L'affront dans Pif Gadget n°9, 2005
- Trelawney : Vampires dans Pif Gadget n°12, 2005
- Trelawney : Conférence avec l'homme chien dans Pif Gadget n°15, 2005
- Trelawney : La tribu Oubliée dans Pif Gadget n°20, 2006
- Trelawney : Le trésors d'Aurangzeb dans Pif Gadget n°31, 2007
- Trelawney : Le dieu du Lagon dans Pif Gadget n°52, 2008

### Albums
- Les mémoires d'un gentilhomme corsaire : 4  aventures de Trelawney (dessinateur), avec Richard Marazano (scénariste), Pif Éditions, 2005